# Toxicodendron calcicola
Toxicodendron calcicola là một loài thực vật có hoa trong họ Đào lộn hột. Loài này được C.Y. Wu miêu tả khoa học đầu tiên năm 1979.